# Olpidium brassicae
Olpidium brassicae är en svampart som först beskrevs av Woronin, och fick sitt nu gällande namn av P.A. Dang. 1886. Olpidium brassicae ingår i släktet Olpidium och familjen Olpidiaceae.   Inga underarter finns listade i Catalogue of Life.